# Marcus Semien
Marcus Andrew Semien, född den 17 september 1990 i San Francisco i Kalifornien, är en amerikansk professionell basebollspelare som spelar för Texas Rangers i Major League Baseball (MLB). Semien är andrabasman och shortstop.
Semien draftades av Chicago White Sox 2008, men inget kontrakt upprättades mellan parterna. Han valde i stället att studera på University of California, Berkeley och spela för deras idrottsförening California Golden Bears. 2011 gick Semien åter i draften och blev även denna gång vald av White Sox; den här gången signerade han ett kontrakt med klubben.
Semien har tidigare spelat för Chicago White Sox, Oakland Athletics och Toronto Blue Jays. Han har en gång tagits ut till MLB:s all star-match och en gång till All-MLB Second Team. 2021 satte han nytt National League/American League-rekord i antal homeruns under en säsong av en andrabasman (45).